# Konstantin Dimitrijevič Aleksejev
Konstantin Dimitrijevič Aleksejev (rusko Константин Дмитриевич Алексеев), sovjetski general, * 1903, † 1967.